# Vratislav Ducháček
Vratislav Ducháček (16. února 1941, Hradec Králové – 5. srpna 2018, Praha) byl český chemik a vysokoškolský učitel, specialista na technologii makromolekulárních látek (polymerů). Celou svou vědeckou a pedagogickou kariéru spojil s Vysokou školou chemicko-technologickou v Praze.

## Život a vědecká kariéra

### Vzdělání
Narodil se 16. února 1941 v Hradci Králové. Rané dětství prožil v Českém ráji. Základního školního vzdělání se mu dostalo v Praze. Po maturitě na Nerudově gymnáziu nastoupil k dalšímu studiu na Fakultu organické technologie Vysoké školy chemicko-technologické v Praze. Studium ukončil v roce 1963 na katedře technologie kaučuku a plastických hmot, kde také pod vedením prof. Dr. Ing. Ivana Franty absolvoval po základní vojenské službě vědeckou aspiranturu. Kandidátskou disertační práci obhájil v roce 1967 a zůstal na katedře jako inženýr-asistent. V roce 1968 byl jmenován vědeckým pracovníkem, v roce 1979 se habilitoval pro obor technologie makromolekulárních látek a o rok později byl jmenován docentem. Roku 1991 obhájil doktorskou disertační práci a o dva roky později se stal profesorem.

### Odborné funkce
V letech 1984–1986 externě působil v Ženevě jako konzultant Evropské hospodářské komise OSN. V letech 1994–2006 zastával funkci vedoucího Ústavu polymerů VŠCHT Praha. Od roku 1993 až do své smrti byl předsedou výboru Gumárenské skupiny při České společnosti průmyslové chemie, jejíhož představenstva byl místopředsedou, a členem výboru International Rubber Conference Organization (Mezinárodní společnosti pro pořádání gumárenských konferencí), kterému předsedal v letech 2002–2003. Od roku 1995 byl aktivním členem New York Academy of Sciences (Newyorské akademie věd), titulárním členem (F.A.B.I.) American Biographical Institute (Amerického biografického institutu), sídlícího v Raleighu v USA, a čestným členem jeho Research Board of Advisors (Výzkumné rady poradců), titulárním členem (F.I.B.A.) International Biographical Association (Mezinárodní biografické asociace), sídlící v Cambridge, a čestným členem její Advisory Council (Výzkumné rady). Dále byl členem České společnosti chemické a mezinárodních Society of Plastics Engineers (Společnosti plastikářských inženýrů), Polymer Processing Society (Společnosti pro zpracování polymerů) a Polymer Networks Group. Prof. Ducháček byl též členem Vědecké rady FT Univerzity Tomáše Bati ve Zlíně, Oborové rady DS technologie makromolekulárních látek FCHT Univerzity Pardubice, Oborové rady DS makromolekulární chemie PřF UK Praha, Oborové rady DS makromolekulární chemie FCH VUT Brno, Komise pro obhajoby DP a SZZ v oboru Technologie výroby a zpracování polymerů na FCHT Univerzity Pardubice a Rady Ústavu makromolekulární chemie Akademie věd České republiky.
Od roku 1981 byl členem redakční rady česko-slovenského časopisu Plasty a kaučuk a od roku 1993 redakční rady mezinárodního časopisu Journal of Polymer Engineering, v letech 2000–2007 byl odborným lektorem redakční rady časopisu Polymer International a od roku 2002 byl konzultantem vydavatele biografické encyklopedie Contemporary Who's Who.

### Ocenění
Jeho práce byla oceněna Čestnými uznáními České společnosti průmyslové chemie (1974), České vědeckotechnické společnosti (1977), Československé vědeckotechnické společnosti (1979), Vysoké školy chemicko-technologické v Praze (1986), Americkým biografickým institutem (International Cultural Diploma of Honor – Čestný mezinárodní kulturní diplom 1994, Twentieth Century Achievement Award – Cena 20. století 1995, 2000 Millenium Medal of Honor – Čestná medaile za druhé tisíciletí 1998), Mezinárodní univerzitou Alberta Schweitzera (čestný profesor 2000), Fakultou chemickou Vysokého učení technického v Brně (stříbrná medaile 2002).

### Rodina
Jeho manželka Marie Ducháčková (1935–2007), rozená Lebedová, byla učitelkou na základní škole. Jeho dětmi jsou Vratislav Ducháček (*1965) a Marie Kozlerová (*1969). Jeho otec, prof. PhDr. Otto Ducháček, DrSc., (1910–1993), byl též vysokoškolským profesorem a matka Věra (1910–1999) vyučovala na gymnáziu. Jeho předkem je Ing. Josef Ducháček, zakladatel Tkalcovské školy v Jilemnici.

## Dílo
Je autorem více než 300 původních vědeckých sdělení, přehledných referátů, skript, kapitol v monografiích a výzkumných zpráv a téměř 200 přednášek na konferencích, sympoziích a seminářích. Mezi nejvýznamnější díla, kterých je autorem či spoluautorem, patří:
- Zpracování kaučuku (1980),
- Polymery v obalové technice (1981),
- Additives for Thermoplastics (Ženeva, 1986),
- Polymers as Materials for Packaging (Chichester, 1987),
- Elastomers and Rubber Compounding Materials (Elsevier, Amsterdam-Oxford-New York-Tokyo, 1989),
- Gumárenské suroviny a jejich zpracování (1990),
- Advances in Polymer Blends and Alloys Technology (Lancaster-Basel, 1994),
- Polymery – výroba, vlastnosti, zpracování, použití (1995),
- Základní pojmy z chemie a technologie polymerů, jejich mezinárodní zkratky a obchodní názvy (1996),
- Structure – Physical Properties Realtionships of Block Copolymers and Polymer Blends (Štětín, 1997),
- Přírodní a syntetické kaučuky, termoplastické elastomery (2006),
- Gumárenské zpracovatelské přísady (2008),
- Světlá plniva (2010).